# Gyrtona ferriceps
Gyrtona ferriceps är en fjärilsart som beskrevs av George Francis Hampson 1912. Gyrtona ferriceps ingår i släktet Gyrtona och familjen nattflyn. Inga underarter finns listade i Catalogue of Life.